# Prometo
Prometo es el nombre del cuarto álbum de estudio del cantautor español Pablo Alborán, lanzado el 17 de noviembre de 2017.
Los primeros dos sencillos, ambos fueron publicados el 8 de septiembre de 2017. Uno de ellos es "Saturno", una balada, y el otro, "No vaya a ser", es un tema más electropop, con toques y ritmos tropicales muy similares a las canciones Shape of You del británico Ed Sheeran y Cheap Thrills (canción de Sia) de la australiana Sia. Posteriormente, el viernes 13 de octubre salió el tercer sencillo, "Prometo", la canción que da título al álbum, en su versión de piano y cuerda, una balada muy romántica. Tiempo después, el 31 de mayo de 2018, salió "La llave", el cuarto sencillo del álbum, en una versión en colaboración con el grupo colombiano Piso 21, y que además, su día de lanzamiento coincidía con el cumpleaños de Pablo Alborán. A pesar de sus buenas ventas los críticos lo han considerado su disco más "blando, alegre, frío y romántico" al apenas haber innovado respecto a sus anteriores trabajos.
De ahí se desprenden 2 temas hechos covers para la banda sonora de la telenovela Caer en tentación, el tema Saturno, canción de Damián y Carolina, además de ser tema central de la misma; y Prometo, tema de Raquel y Santiago.

## Lista de canciones

### Edición normal
| N.º | Título                             | Duración |  |
| 1.  | «Saturno»                          | 4:14     |  |
| 2.  | «Prometo»                          | 5:07     |  |
| 3.  | «No vaya a ser»                    | 3:18     |  |
| 4.  | «Cuerda al corazón»                | 3:36     |  |
| 5.  | «Lo nuestro»                       | 4:08     |  |
| 6.  | «Vivir»                            | 3:47     |  |
| 7.  | «Tu refugio»                       | 4:19     |  |
| 8.  | «La llave»                         | 3:17     |  |
| 9.  | «Idiota»                           | 3:25     |  |
| 10. | «Boca de hule»                     | 4:12     |  |
| 11. | «Curo tus labios»                  | 4:14     |  |
| 12. | «Al Paraíso»                       | 3:06     |  |
| 13. | «Prometo» (Versión piano y cuerda) | 5:36     |  |

### Edición Deluxe
| N.º | Título                              | Duración |  |
| 1.  | «Saturno»                           | 4:14     |  |
| 3.  | «No vaya a ser»                     | 3:18     |  |
| 4.  | «Cuerda al corazón»                 | 3:36     |  |
| 5.  | «Lo nuestro»                        | 4:08     |  |
| 6.  | «Vivir»                             | 3:47     |  |
| 7.  | «Tu refugio»                        | 4:19     |  |
| 8.  | «La llave»                          | 3:17     |  |
| 9.  | «Idiota»                            | 3:25     |  |
| 10. | «Boca de hule»                      | 4:12     |  |
| 11. | «Curo tus labios»                   | 4:14     |  |
| 12. | «Al Paraíso»                        | 3:06     |  |
| 13. | «Prometo» (Versión piano y cuerda)  | 5:36     |  |
| 14. | «La llave» (Versión pop)            | 3:26     |  |
| 15. | «Boca de hule» (Con Alejandro Sanz) | 4:12     |  |
| 16. | «Al Paraíso» (Con Carminho)         | 3:06     |  |

### Edición Deluxe 2
| N.º | Título                              | Duración |  |
| 1.  | «Saturno»                           | 4:14     |  |
| 2.  | «Prometo»                           | 5:07     |  |
| 3.  | «No vaya a ser»                     | 3:18     |  |
| 4.  | «Cuerda al corazón»                 | 3:36     |  |
| 5.  | «Lo nuestro»                        | 4:08     |  |
| 6.  | «Vivir»                             | 3:47     |  |
| 7.  | «Tu refugio»                        | 4:19     |  |
| 8.  | «La llave»                          | 3:17     |  |
| 9.  | «Idiota»                            | 3:25     |  |
| 10. | «Boca de hule»                      | 4:12     |  |
| 11. | «Curo tus labios»                   | 4:14     |  |
| 12. | «Al Paraíso»                        | 3:06     |  |
| 13. | «Prometo» (Versión piano y cuerda)  | 5:36     |  |
| 14. | «La llave» (Con Piso 21)            | 3:05     |  |
| 15. | «Boca de hule» (Con Alejandro Sanz) | 4:12     |  |
| 16. | «Al Paraíso» (Con Carminho)         | 3:06     |  |

## Prometo (Edición Especial)
La edición especial de Prometo fue lanzada el 30 de noviembre de 2018, la cual incluye versiones acústicas de algunas canciones del álbum.

### Lista de canciones

#### CD 1
| N.º | Título                              | Duración |  |
| 1.  | «Saturno»                           | 4:14     |  |
| 2.  | «Prometo»                           | 5:07     |  |
| 3.  | «No vaya a ser»                     | 3:18     |  |
| 4.  | «Cuerda al corazón»                 | 3:36     |  |
| 5.  | «Lo nuestro»                        | 4:08     |  |
| 6.  | «Vivir»                             | 3:48     |  |
| 7.  | «Tu refugio»                        | 4:20     |  |
| 8.  | «La llave»                          | 3:18     |  |
| 9.  | «Idiota»                            | 3:26     |  |
| 10. | «Boca de hule»                      | 4:13     |  |
| 11. | «Curo tus labios»                   | 4:14     |  |
| 12. | «Al Paraíso»                        | 3:12     |  |
| 13. | «Prometo» (Versión piano y cuerda)  | 5:32     |  |
| 14. | «La llave» (Con Piso 21)            | 3:05     |  |
| 15. | «Boca de hule» (Con Alejandro Sanz) | 4:12     |  |
| 16. | «Al Paraíso» (Con Carminho)         | 3:04     |  |
| 17. | «Tu refugio» (Nueva versión)        | 4:20     |  |

#### CD 2
| N.º | Título                               | Duración |  |
| 1.  | «Tu refugio» (Versión acústica)      | 5:09     |  |
| 2.  | «La llave» (Versión acústica)        | 3:20     |  |
| 3.  | «No vaya a ser» (Versión acústica)   | 2:52     |  |
| 4.  | «Boca de hule» (Versión acústica)    | 3:41     |  |
| 5.  | «Lo nuestro» (Versión acústica)      | 4:08     |  |
| 6.  | «Curo tus labios» (Versión acústica) | 4:15     |  |
| 7.  | «Vivir» (Cata Accoustic Sessions)    | 3:47     |  |
| 8.  | «Prometo» (Cata Accoustic Sessions)  | 5:52     |  |
| 9.  | «La mudanza» (Con Niña Pastori)      | 4:12     |  |

## Tour Prometo
Se trata de la gira oficial de presentación del nuevo trabajo, que recorrerá España y América este 2018 y, posiblemente, en 2019.

## Ventas y certificaciones
| País   | Asociación   | Año  | Certificación | Copias  |
| Chile  | IFPI (Chile) | 2018 | Oro           | 5 000   |
| España | Promusicae   | 2018 | 6x Platino    | 240 000 |
| México | Amprofon     | 2018 | Oro           | 30 000  |

- Datos: Q48798618